# Clément Doumenc
Pour les articles homonymes, voir Doumenc.

a Compétitions nationales et continentales officielles uniquement.

b Matchs officiels uniquement.
Dernière mise à jour le 28 mars 2025.
Clément Doumenc, né le 1er avril 1997 à Carcassonne (Aude), est un joueur français de rugby à XV jouant aux postes de troisième ligne aile ou troisième ligne centre à l'AS Béziers.

## Biographie

### Jeunesse et formation
Clément Doumenc pratique dans un premier temps le football et le judo, avant de commencer le rugby à XV au Rugby du bassin carcassonnais, à dix ans.
Il arrive à l'US Carcassonne en 2008, à l'âge de onze ans. Il habitait dans la même rue que le Stade Albert-Domec. Il joue à l'USC dans toutes les catégories d'âge, avant d'intégrer l'équipe professionnelle en 2016, à seulement dix-neuf ans. Lors de son passage en espoirs à Carcassonne, il hésite à arrêter le rugby pour faire une école de kiné en Belgique. Finalement, il choisit de continuer le rugby dans son club formateur.
En dehors du rugby, il suit une formation pour devenir ostéopathe et obtient son diplôme en 2022.

### Débuts à l'US Carcassonne (2016-2022)
Clément Doumenc joue au sein de l'effectif de l'US Carcassonne en Pro D2 à partir de 2016, après y avoir été formé depuis 2008.
Il fait ses débuts professionnels avec l'US Carcassonne en décembre 2016 face au SU Agen lors de la treizième journée de Pro D2. Lors de sa première saison, il ne jouera que deux matchs. La même année, il est également sélectionné en équipe de France des moins de 19 ans. Il participe notamment à un match face à l'Irlande.
C'est à partir de la saison suivante qu'il commence à avoir du temps de jeu. Il s'impose petit à petit comme un titulaire indiscutable de son équipe et en deviendra le capitaine à seulement 23 ans. Il est le capitaine de l'US Carcassonne lors de la saison 2021-2022 et dispute la première phase finale de Pro D2 de l'histoire du club.
Après six saisons passées dans l'Aude et 111 matchs joués, il décide de quitter son club formateur à l'issue de la saison 2021-2022.

### Montpellier HR puis AS Béziers (depuis 2022)
Lors de l'été 2022, il rejoint le Montpellier HR en Top 14 pour deux saisons, soit jusqu'en 2024. Il est recruté pour pallier les départs de Fulgence Ouedraogo et Kélian Galletier. À son arrivée, Philippe Saint-André, son entraîneur, le considère comme un joueur français à fort potentiel.
Il joue son premier match avec Montpellier le 3 septembre 2022, lors de la première journée de Top 14, face au Stade rochelais et inscrit par la même occasion son premier essais avec son nouveau club,.
En fin de contrat après deux saisons jouées au MHR, Clément Doumenc n'est pas conservé par son club et décide alors de s'engager avec l'AS Béziers à partir de la saison 2024-2025 et retourne ainsi en Pro D2,.

## Style de jeu
Son entraîneur à Montpellier, Philippe Saint-André, le décrit comme « un troisième ligne plaqueur-gratteur avec beaucoup d'activité ».

## Palmarès
Néant